# Мариамджвари
Мариамджвари (груз. მარიამჯვარი) — село в Грузии. Находится в Сагареджойском муниципалитете края Кахетия. Высота над уровнем моря составляет 900 метров. Население — 9 человек (2014).